# Warface
Warface — компьютерная игра в жанре массового многопользовательского онлайн-шутера от первого лица. Игра разработана студиями компании Crytek: украинским филиалом Crytek Kiev (совместно с Crytek Seoul), британским филиалом Crytek UK и турецким филиалом Crytek Istanbul, с 2019 года за неё отвечала студия Blackwood Games. С 2021 года за игру отвечала студия Allods team. Компания MY.GAMES частично присоединились к разработке уже тогда, а в марте 2021 года полностью взяла на себя дальнейшее развитие Warface. В апреле 2023 года произошло разделение проекта после решения компании MY.GAMES об уходе с российского рынка. Разработку и оперирование ПК-версии Warface в России и ряде других стран СНГ продолжила компания Astrum Entertainment. Проект использует игровой движок CryEngine 3.5 и выпущен для PC. Это первая игра на CryEngine 3, которая вышла на Nintendo Switch.
Несмотря на то, что Warface был нацелен на азиатский рынок, включая Южную Корею и КНР, в 2012 году игра была выпущена в России, Европе и Северной Америке. Warface использует бизнес-модель Free-to-play и микротранзакции. Разработкой и изданием в СНГ занимается компания Astrum Entertainment, а в Европе, США и КНР — MY.GAMES, перезапустив игру как отдельный продукт под обновленным брендом Warface: Clutch.
Warface представляет собой военный шутер от первого лица, действие которого разворачивается в недалеком будущем. Игра предлагает как классические полноценные PvP-сражения с разделением на классы персонажей, так и кооперативные миссии в концепции PvE.
Длительное время украинское подразделение было одним из самых успешных и продуктивных в Crytek, однако теперь её пути с немецкой компанией разошлись. В 2019 году Crytek Kiev объявили об уходе из состава материнской компании и переименовании студии в Blackwood Games. Её возглавил креативный директор Михаил Хаймзон, который был ответственен за «Warface». В марте 2021 года Blackwood Games передали разработку игры российской студии Allods Team, а в 2023 году компании Astrum Ent.
21 сентября 2023 года было объявлено, что поддержка русскоязычной версии игры в Steam и Epic Games Store будет прекращена через 3 месяца.

## Игровой процесс

### Режимы игры
- Блиц — за 90 секунд раунда одна команда должна попытаться предотвратить взрыв заряда, уже заложенного на карте. Другая команда должна защитить бомбу от разминирования. Точка подрыва на карте всего одна, зато прорваться к ней можно множеством путей, что расширяет поле для тактических действий.
- Выживание — сражение в режиме «каждый сам за себя» на огромной карте. Задача — уничтожить как можно больше противников и не дать убить себя. Из каждого убитого бойца выпадает красный жетон, собрав который можно получить дополнительные очки, также, если своевременно добраться до места своей последней смерти, можно собрать и свой жетон (при условии, что его ещё никто не забрал), отличающийся от жетонов других игроков синим цветом.
- Захват — в основе этого режима лежит «Захват флага». Задача атакующей команды — заполучить коды запуска ракет и доставить их в безопасное место — на свою базу. Обороняющиеся должны всеми силами защищать коды в течение отведённого на раунд времени.
- Командный бой — стандартный режим для любого онлайн-шутера. Ваша задача — уничтожение солдат противника. Побеждает команда, первая достигшая определённого лимита убийств (например, 150) или набравшая наибольшее их количество за отведённое время.
- Мясорубка — сражение в режиме «каждый сам за себя». Режим оправдывает своё название, поскольку на относительно небольшой карте встречается сразу 16 игроков. Побеждает тот, кто набрал больше всего очков за убийство соперников.
- Подрыв — игровой режим, в котором игрокам нужно либо взорвать/разминировать бомбу, либо полностью ликвидировать команду противника. Задача атакующей команды — пробиться через оборону врага и заминировать одну из двух ключевых точек. Защитники должны не позволить установить взрывчатку или же вовремя её обезвредить, если атакующим всё-таки удалось заложить заряд.
- Штурм — игровой режим, где цель одной команды — захват опорных пунктов врага, а другой, соответственно, их удержание. Всего таких точек три, завладеть ими нужно последовательно. После очередного завоевания место возрождения обороняющихся переносится к следующему пункту, а атакующие идут вперёд с занятой позиции. Команды меняются ролями, если захвачены все три контрольные точки или истекло время, отведённое на атаку.
- Арсенал — игровой режим, в котором требуется устранить противников разным оружием и как можно быстрее пройти всю цепочку доступных моделей. Победу одержит тот, кто первым опробует все модели и совершит устранение оружием из финального раунда.
- Потасовка — игровой режим, в котором необходимо опередить противника, подбирая оружие с усилениями. Побеждает команда, набравшая наибольшее количество убийств за отведённое время или достигшая установленного лимита убийств.

В PvP-режиме имеется более 60 карт для различных видов боёв. Часть из них являются постоянными, а часть вводится на время особых игровых событий.

### Спецоперации
В основе этих режимов лежит PvE-механика, однако игрокам предстоит проходить масштабные миссии с самостоятельным сюжетом. Большинство миссий имеет уровень сложности «Лёгкий», но четыре выбранные миссии каждую неделю получают повышенные уровни сложности — «Сложный» и «Профи». Список этих миссий обновляется еженедельно.

### Кампания
То же самое, что и спецоперации, но в упрощённом варианте. Миссии имеют только один уровень сложности — «Сюжет». Каждую следующую спецоперацию нужно разблокировать, пройдя предыдущую, чтобы сохранить последовательность сюжетной линии. За успешное прохождение миссии игрок получает награду в виде оружия, камуфляжа для оружия, устройств и внутриигровой валюты.

### PvE-миссии
PvE — режим командного прохождения миссий, в ходе которых игрокам приходится сражаться против компьютерных противников в виде солдат Blackwood или мощных боссов. Каждая PvE-миссия, кроме тренировки, делится на два этапа, или же на 3 или на 4 этапа, включающие в себя выполнение поставленных задач. В PvE-миссиях можно играть отрядом до пяти игроков, выполняя задания в разных точках мира.
Миссии для PvE-режима ежедневно обновляются. В ходе миссии игроки могут выполнять специальные задачи командования и получать за это увеличенную награду по завершении боя. За успешное прохождение миссий предусмотрена специальная награда — короны. Успехи команды оцениваются по нескольким категориям, и важен вклад каждого.

### Рейтинговые матчи
Рейтинговые PvP-матчи (РМ) — матчи в режиме «Подрыв» между командами из пяти участников, звание которых не ниже 26-го ранга. Поиск рейтинговых игр может осуществляться как в одиночку, так и с друзьями или соклановцами.
На данный момент система включает в себя 7 лиг: «Бронза», «Серебро», «Золото», «Алмаз», «Мастер», «Грандмастер», и по 4 дивизиона (IV, III, II, I) в каждой лиге, за исключением «Мастера» и «Грандмастера». Изначально игрок не находится в какой-либо лиге. Чтобы перейти в лигу уровнем выше, необходимо пройти калибровку. Для того, чтобы пройти калибровку нужно сыграть 5 матчей. Чем больше будет побед, тем больше будет лига. За победы игрок будет получать рейтинговые очки (RP) для перехода в следующую лигу, а за проигрыши терять их и опускаться в лиге. Калибровку нужно проходить каждый сезон рейтинговых матчей. Если у игрока уже была лига в прошлом сезоне, то при успешном прохождении калибровки он начнёт новый сезон с той же лиги, что была в прошлом сезоне, а при проигрышах будет её терять.
Участники, которые решили покинуть матч до его завершения, получают блокировку в режиме от 1 минуты игрового времени и по нарастающей, а так же будут терять рейтинговые очки. Во время, пока блокировка активна, игрок не сможет принимать участие в рейтинговых матчах. Данная мера была принята с целью устранения самопроизвольного выхода из комнаты до завершения матча, что давало бы команде соперника численное преимущество.

## Разработка

### До официального анонса
Warface был разработан киевским филиалом Crytek — Crytek Kiev. Однако эта информация широкой общественности стала известна лишь в августе 2011 года, после официального анонса игры.
25 февраля 2009 года Crytek зарегистрировала в «United States Patent and Trademark Office» торговую марку «Warface» в категориях «развлечения», «компьютерные игры» и «программное обеспечение».
3 марта 2009 года стало известно о регистрации нескольких торговых марок и логотипов, в том числе и о Warface. Ни Crytek, ни Electronic Arts (издательский партнёр Crytek на то время) не дали никаких комментариев на запросы прессы.
В конце января 2010 года игровая пресса сообщила, что Егор Бондарь, который на момент публикации этих сведений работал дизайнером уровней в компании Ubisoft, с ноября 2008 по июль 2009 года работал в Crytek Kiev над неанонсированным многопользовательским онлайн-шутером от первого лица (MMOFPS), разрабатываемым эксклюзивно для ПК (в 2014 году игра была портирована на Xbox 360).

### После официального анонса
25 ноября 2010 года состоялся официальный анонс Warface. Стал известен жанр игры — MMOFPS, была раскрыта её концепция, разработчики и целевые платформы, а также были опубликованы первые скриншоты. В пресс-релизе было сообщено, что Warface разрабатывается южнокорейским подразделением Crytek Seoul на игровом движке CryEngine 3 и основан на полностью новой интеллектуальной собственности (IP) от Crytek. Было заявлено, что Warface будет использовать бизнес-модель Free-to-play и микротранзакции и нацелен на азиатский рынок, прежде всего на Китай и Южную Корею.
13 декабря 2010 года Crytek официально заявила, что она установила соглашение с крупной китайской IT-компанией Tencent, согласно которому последняя получила эксклюзивные права на издание, распространение и дистрибуцию Warface на территории Китая.
В этот же день, 13 декабря 2010 года, был опубликован первый трейлер по Warface, в котором запечатлена пре-альфа версия игры.
В конце июля 2011 года на китайской игровой выставке «ChinaJoy-2011» демонстрировался Warface: были показаны новые скриншоты, демонстрации реального геймплея, а также представители Crytek и Tencent дали интервью.
В начале августа 2011 года был опубликован второй трейлер по Warface.
А 16 августа 2011 года была официально объявлена дата выхода Warface на западных рынках (США и Европа) — 2012 год.
9 декабря 2011 года на портале Игры Mail.ru, который является подразделением крупного российского медиапортала Mail.ru, был опубликован эксклюзивный предобзор Warface. Согласно статье, представители Crytek сами связались с Mail.ru и предложили его сотрудникам первыми в России посмотреть на этот проект, демонстрация которого проходила в Киеве. По итогам демонстрации журналисты написали в предобзоре множество новой, ранее неизвестной информации о геймплее и сеттинге игры. 16 декабря 2011 года из официального пресс-релиза стало известно, что Crytek подписала соглашение с Mail.ru Group, согласно которому последняя будет издавать Warface на территории России и стран СНГ. Кроме издания, в задачу Mail.ru входит полная локализация игры на русский язык. 23 декабря 2011 года начался приём заявок на участие в закрытом бета-тестировании (сокр. ЗБТ) которое стартовало 1 марта, и закончилось 2 апреля 2012 года.
А уже 4 апреля начался тестовый запуск открытого бета-тестирования (сокр. ОБТ), которое финально стартовало 12 апреля 2012 года.
В 2015 году разработчики выпустили обновление под названием «Сезон охоты», призванное обеспечить поддержку технологии графики Nvidia GameWorks, позволяющей ввести в игру реалистичную обработку частиц пыли, клубящихся вихрей и дыма.
14 июля 2017 года состоялся Первый фестиваль Warfest.
В 2013 году прошёл Первый LAN-финал по Warface.
В декабре 2016 года в игре впервые появились игровые ивенты, реализованные по принципу компендиума (как Battle Pass в Dota 2). Участие в этом сезонном событии приобретается единоразово и открывает доступ к дополнительным цепочкам заданий, которые делятся на глобальные и личные. Выполняя задания, игрок получает дополнительную награду. Часть доходов от покупки компендиума отходит на формирование призового фонда турнира, которым завершается сезонный ивент.
Праздники в игре принято отмечать тематическим ивентами и конкурсами. На время празднования игроки получают особое оружие и снаряжение, а также добавляются новые карты и достижения.
В рамках компендиума была открыта торговая площадка, на которой игроки могут покупать или самостоятельно выставлять на продажу полученные предметы за внутриигровую донат-валюту.
В этот же период игра установила личный рекорд по количеству пользователей, единовременно играющих на одном игровом сервере.
В 2017 году дополнительно были установлены региональные серверы в Амстердаме, Вашингтоне, Сан-Хосе, Гонконге, Краснодаре, Новосибирске и Хабаровске.
27 августа 2017 года состоялся музыкальный и киберспортивный фестиваль, посвящённый игре Warface. На мероприятии выступили: группа «Пицца», Noize Mc, Нейромонах Феофан и рэпер «Баста». Там же состоялся турнир «Атлас войны», на котором был разыгран крупнейший в истории проекта на тот момент призовой фонд — более 9,6 миллиона рублей.
В конце этого года в игре появился режим «Королевской Битвы»
27 июля 2018 года стартовал закрытый бета тест на PlayStation 4.
2 сентября 2018 года состоялся музыкальный и киберспортивный фестиваль Warfest, посвящённый игре Warface. На этом фестивале состоялся LAN финал турнир события K.I.W.I, на котором был разыгран на данный момент самый крупный призовой фонд — 12 миллионов рублей.
6 февраля 2019 года команда разработчиков Warface во главе с креативным директором студии Михаилом Хаймзоном приняла решение основать собственную независимую студию разработки под названием Blackwood Games.
10 июня 2019 года на боевые серверы игры было установлено глобальное обновление «Марс» которое принесло в игру новую спецоперацию, а также платное дополнение «Армагеддон» который связан с новой спецоперацией. В октябре того же года в игру добавили пятый игровой класс — СЭД, а также платное дополнение «Берсерк».
19 декабря 2019 года на боевые серверы игры было установлено глобальное обновление «Гидра» которое добавило в игру новую спецоперацию, а также платное дополнение «Blackwood» который частично связан с новой спецоперацией Гидра. Так же был изменён полигон.
4 мая 2020 года на боевые серверы игры установлено обновление «Военное ремесло», которое улучшило технические системы синхронизации движения, а также добавило систему крафта, новое оружие и внешности, подготовило игру к Майским праздникам (1 мая — Праздник Весны и Труда, 9 мая — День Победы).
26 мая 2020 года было запущено платное консольное ответвление франшизы Warface: Breakout.
23 сентября 2020 года игра Warface появилась в Steam для игроков из стран СНГ.
В ноябре 2020 года Warface стал одним из первых онлайн-шутеров с поддержкой NVIDIA Reflex — набора технологий, которые позволяют измерять и снижать задержку системы в игре.
29 июня 2021 года Warface доступен для всех пользователей Epic Games Store.
29 июля 2022 года закрылся официальный форум Warface, и все материалы стали недоступны пользователям. Альтернативными вариантами для общения игроков стали социальные сети проекта.
В сентябре 2022 года Warface стал доступен в Игровом центре VK Play.
В 2023 году Astrum Entertainment продолжает разрабатывать и издавать русскоязычную ПК-версию Warface. Международные версии Warface (ПК и консольные) перезапущены MY.GAMES как отдельный продукт под обновленным названием Warface: Clutch. С момента разделения обе игры существуют отдельно и независимо развиваются дальше: каждая из компаний (Astrum Entertainment и MY.GAMES) разрабатывает свой собственный контент, строит планы и делает уникальные региональные предложения.
5 декабря 2023 игра Warface перестала быть доступной для игроков в Steam и Epic Games Store из стран: Армения, Азербайджан, Беларусь, Казахстан, Кыргызстан, Молдавия, Россия, Таджикистан, Туркменистан, Узбекистан.

## Отзывы и критика
| Сводный рейтинг    | Сводный рейтинг         |
| Агрегатор          | Оценка                  |
| ------------------ | ----------------------- |
| Metacritic         | PC: 62/100 X360: 60/100 |
| OpenCritic         | 70/100                  |
| «Критиканство»     | 80/100                  |
| Иноязычные издания |                         |
| Издание            | Оценка                  |
| GameSpot           | 6/10                    |
| GameStar           | 61/100                  |
| Nintendo Life      | 7/10                    |
| PC Gamer (US)      | 58/100                  |

- Лучшая игра КРИ-2012 — Warface был представлен на КРИ Awards в нескольких номинациях. Проект получил награду «Лучшая игра КРИ-2012». Помимо этого, игре досталась награда «Лучшая игровая графика» — это очень высокая оценка для проекта, который только начинал свой путь[63].
- Премия Рунета — в декабре 2012 года Warface стал главной игрой Рунета и завоевал одноимённую премию, набрав более 135 тысяч голосов на народном голосовании и оставив далеко позади всех соперников[64].
- Рекорд Гиннесса — 26 января 2013 года игра побила рекорд в номинации «Наибольшее количество игроков, одновременно находящихся на одном сервере онлайн-шутера». Проект был занесён в книгу рекордов Гиннесса[65].
- Серебряная кнопка YouTube — в 2013 году команда проекта была вознаграждена серебряной кнопкой YouTube за достижение 100 000 подписчиков на официальном канале Warface[66].
- Лучшая игра года — 4 года подряд Warface награждался премией «Лучшая игра года» по итогам зрительского голосования на портале Игры Mail.ru (2012, 2013, 2014, 2015)[67].
- Лучший онлайн-шутер — в 2016 году игра получила премию в номинации «Лучший онлайн-шутер» от портала Игры Mail.ru по итогам зрительского голосования[68].
- Золотая кнопка YouTube — в 2018 году команда проекта была вознаграждена золотой кнопкой YouTube за достижение 1 000 000 подписчиков на официальном канале Warface[66].

Летом 2018 года, благодаря уязвимости в защите Steam Web API, стало известно, что точное количество пользователей сервиса Steam, которые играли в игру хотя бы один раз, составляет 6 656 284 человека.

### Комментарии
1. ↑  Проект закрыт[2]